# ChinaCoal
ChinaCoal est une entreprise d'extraction charbonnière basée à Pékin. Elle est connue pour avoir émis 14.32% des gaz à effet de serre mondiaux entre 1988 et 2015.